# Station Lympstone Commando
Lympstone Commando is een spoorwegstation van National Rail in Woodbury, East Devon in Engeland. Het station is eigendom van Network Rail en wordt beheerd door Great Western Railway. Het station is een request stop, waar treinen alleen stoppen op verzoek.
Het station is niet openbaar toegankelijk. Het is slechts toegankelijk voor bezoekers van het Commando Training Centre van de Royal Marines.